# True Blue - Sfida sul Tamigi
True Blue - Sfida sul Tamigi (True Blue) è un film del 1996 diretto da Ferdinand Fairfax.
Tratto dal libro True Blue: The Oxford Boat Race Mutiny di Daniel Topolski e Patrick Robinson, il film racconta della regata Oxford-Cambridge del 1987, e in particolare del cosiddetto "ammutinamento di Oxford".

## Trama
Nel 1986, la squadra di canottaggio dell'università di Oxford viene sconfitta per ben sette bumps da quella di Cambridge nella tradizionale Boat Race, la regata annuale di canottaggio tra le due più antiche università d'Inghilterra. In vista della rivincita del 1987 contro gli acerrimi rivali, la dirigenza della squadra di Oxford ingaggia un gruppo di promettenti studenti americani, che però si trovano ai ferri corti col coach di Oxford Daniel Topolski, che li fa allenare cinque ore al giorno per sei mesi, per tutta la durata del rigido inverno inglese, un metodo di lavoro di cui contestano la validità oltre che la fatica. Topolski persiste, supportato dalla dirigenza. Si giunge allo scontro aperto, nel quale, dopo aver provato ad ottenerne le dimissioni, i vogatori americani si "ammutinano" a Topolski e abbandonano la squadra sei settimane prima della gara.
Topolski si trova quindi con poco tempo a disposizione per allenare le riserve inglesi, trasformandole nella squadra che vincerà inaspettatamente l'edizione 1987 della competizione.

## Produzione
Il film ha avuto un budget di 3,5 milioni di sterline, di cui uno in finanziamenti statali.

## Distribuzione
Il film è stato presentato in anteprima il 4 settembre 1996 alle Notti veneziane della 53ª Mostra internazionale d'arte cinematografica di Venezia. È stato distribuito nelle sale cinematografiche britanniche da Film Four Distributors, neonato braccio distributivo di Channel 4, a partire dal 15 novembre dello stesso anno. È stato distribuito nelle sale cinematografiche italiane da Mikado Film a partire dal 6 giugno 1997.

## Accoglienza

### Incassi
Il film è stato un enorme flop, incassando appena 63 mila sterline al botteghino britannico.

### Critica
Il film è stato unanimemente stroncato dalla critica. Secondo Topolski, il film «ha il difetto di non dare spazio alla vita privata dei personaggi [...] [e] il pregio di ricostruire con cura i dettagli della preparazione e gli stati d'animo della vigilia».